# Estadio Fortunato Atencio
El Estadio Fortunato Atencio es un estadio que está ubicado en Golfito, Costa Rica. Su sede es utilizado por el Puerto Golfito Fútbol Club de la Segunda División de Costa Rica.